# Circle on Cavill
Circle on Cavill est un ensemble de gratte-ciel de logement construit dans la ville de Gold Coast dans l'état du Queensland en Australie
L'ensemble est composé de deux tours;
- Circle on Cavill North Tower, haute de 220 mètres, 70 étages, construite de 2004 à 2007
- Circle on Cavill South Tower, haute de 158 mètres, 50 étages, construite de 2003 à 2006

La North Tower est en 2023 le 4° plus haut immeuble de Gold Coast
L'architecte est l'agence Sunland Group Ltd.